# FCU Craiova
FCU 1948 Craiova Fotbal Club, cunoscut simplu sub numele de FCU Craiova, este un club de fotbal din Craiova, România, care evoluează în prezent în Liga a II-a. A fost fondat în 2017 ca succesor al clubului FC Universitatea Craiova dintre anii 1991 și 2016.
Este - alături de CS Universitatea Craiova (2013) - una dintre cele două entități care afirmă istoria echipei de fotbal originale a Universității Craiova, care a fost fondată în 1948 ca secție a clubului sportiv CSU Craiova. În 1991, după ce clubul sportiv și-a dizolvat departamentul de fotbal, FC Universitatea Craiova i-a luat locul în prima divizie, cu întregul patrimoniu al secției de fotbal. Clubul a câștigat o Cupă a României și a fost vicecampioană în două rânduri, după care a fost preluată de o societate pe acțiuni care a schimbat de mai multe ori patronatul până când, pe când era în proprietatea lui Adrian Mititelu, a fost dezafiliată de la FRF din cauza unui litigiu.
Instanțele judecătorești au confirmat că dezafilierea a fost legală iar, în septembrie 2014, echipa a intrat oficial în faliment. Mititelu a reînființat clubul în 2017 ca FC U Craiova 1948 și l-a înscris în Liga a IV-a; FC U s-a întors între timp în Liga I pentru sezonul 2021–22. În aceeași măsură ca CS U, FC U revendică toate trofeele câștigate de Universitatea între 1948 și 1991, patru titluri naționale și cinci cupe naționale dar, conform ordinelor judecătorești, singurul său trofeu major ar fi Cupa României 1992-1993.
După ce clubul lui Adrian Mititelu a pierdut în instanță dreptul de a-și asocia imaginea cu Universitatea Craiova, FC U Craiova și-a schimbat oficial numele pe 4 septembrie 2023, modificarea fiind aprobată și de Federația Română de Fotbal. Noul nume al echipei patronată de Adrian Mititelu este „FCU 1948 Craiova Fotbal Club SA”.
FC U Craiova 1948 își joacă meciurile de acasă pe Complex Sportiv Craiova, care are o capacitate de 30.944 de locuri.

## Istorie

### Reorganizarea Universității Craiova (1991-1994)
În 1991, după ce a câștigat ultimul său titlu național, echipa de fotbal a Universității Craiova s-a separat și s-a reorganizat ca o entitate separată, controlată însă tot de Ministerul Învățământului. În 1993, această FC Universitatea Craiova a câștigat Cupa României, după ce a învins în finală pe Dacia Unirea Brăila. În tot acest timp, echipa s-a situat pe locurile fruntașe ale primului eșalon, fără însă a câștiga alte trofee: locul 2 în 1994 și 1995, locul 4 în 1996, însoțite de participări în cupele europene, fiind eliminată de echipe ca Dinamo Tbilisi (cu o generație de mari jucători, inclusiv frații Arveladze, Kinkladze și Kavelashvili), Dinamo Minsk (la lovituri de departajare, cu o greșeală antologică a portarului Dorin Arcanu, care și-a trimis mingea în poartă cu piciorul după ce apărase penalty-ul) și Paris Saint Germain.
În 1994, echipa a fost preluată de o organizație non-profit, sponsorizată de omul de afaceri George Constantin Păunescu. Trei ani mai târziu, Universitatea Craiova a devenit prima echipă din România organizată 100% ca societate comercială, o tendință ce avea să marcheze trecerea oficială a fotbalului românesc la statutul de profesionism. Acționarii erau mai multe societăți comerciale, printre finanțatori numărându-se George Ilinca și Dinel Staicu.

### Declinul (1994-2005)
Privatizarea a însemnat însă și începutul unui declin, după 1997 echipa clasându-se la mijlocul și în a doua jumătate a clasamentului. Participări internaționale au mai existat mai mult din Cupa UEFA Intertoto (o competiție amicală de vară) decât din rezultatele din campionat sau cupă. La finalul sezonului 1997-1998, echipa a arbitrat lupta pentru titlu între FC Steaua București și FC Rapid București, când, deși un titlu câștigat de Rapid i-ar fi adus o participare în cupele europene ca finalistă a Cupei României, nu a cedat meciul direct cu aceasta din ultima etapă și a terminat la egalitate, 2–2, cu golurile lui Ionel Ganea.
În 2000, acționar a devenit Gheorghe Nețoiu, care a transformat echipa într-un satelit al lui FC Dinamo București, club la care aspira să devină acționar, ceea ce a și reușit în 2005 datorită favorurilor făcute clubului Dinamo din postura sa de patron al Universității Craiova. Din acea poziție, a facilitat transferul la Dinamo al unor jucători, cum ar fi cel al lui Claudiu Niculescu, transfer anulat de FRF în primă instanță din cauza unor nereguli. În 2003, societatea care administra echipa a intrat în faliment, Nețoiu plecând la Dinamo împreună cu contractele mai multor jucători importanți, într-o vreme când era permis ca titularii contractelor unor jucători să fie persoane fizice, și nu societatea care administrează clubul profesionist. Regulamentele primei ligi românești permiteau pe atunci și continuarea participării echipei în același eșalon în ciuda falimentului. Plecarea lui Nețoiu a însemnat însă accentuarea declinului, echipa retrogradând în divizia B la sfârșitul sezonului 2004-2005.

### Preluarea de către Adrian Mititelu și dezafilierea (2005-2011)
După plecarea lui Nețoiu, un rol mai important în cadrul echipei și l-a asumat Adrian Mititelu, devenit în 2005 unic acționar al unei noi societăți care administra echipa.
Universitatea a reușit promovarea la primul sezon în eșalonul secund, după ce a câștigat seria a doua. Echipa a rămas însă apoi la mijlocul clasamentului, doar în sezonul 2008-2009 fiind foarte aproape de o participare europeană, pierdută în urma clasării pe locul 7, la egalitate de puncte cu FC Steaua București, dar departajată de aceasta în baza rezultatelor directe.
În sezonul 2010-2011, Adrian Mititelu l-a adus ca antrenor pe Victor Pițurcă, antrenor care și-a negociat o clauză de reziliere de 5 milioane de euro. Ignorând clauza și invocând „abateri de la disciplina muncii”, Mititelu l-a concediat pe Pițurcă în pauza de iarnă. Litigiul care a urmat a fost tranșat de Federație în favoarea lui Pițurcă, Universitatea Craiova fiind obligată să-i plătească clauza de reziliere, sumă care ar fi dus clubul la faliment. Echipa a terminat sezonul cu Nicolò Napoli ca antrenor, dar a retrogradat în Liga a II-a. Mititelu a continuat să ceară anularea deciziei în instanțele judecătorești naționale, deși, conform statutului FRF, acestea trebuia să fie rezolvate de organizațiile de arbitraj internaționale. Ca urmare, FRF a dezafiliat clubul Universitatea Craiova.

### Conflictul cu CS U Craiova, un nou faliment și fondarea unei noi echipe (2011-prezent)
După încheierea litigiului, societății lui Mititelu i s-a permis să înscrie o echipă de fotbal în Liga a II-a, în care ajunsese la momentul dezafilierii, dar s-a confruntat cu probleme financiare și a trebuit să se retragă din campionat în primăvara lui 2014, după care societatea care administra echipa a dat faliment. 
În vara anului 2017, Adrian Mititelu a înființat o nouă societate intitulată "FC U Craiova 1948", care continuă tradiția FC Universitatea Craiova dintre 1991 și 2016. Echipa s-a înscris în Liga a IV-a din Dolj, terminând pe primul loc cu 78 de puncte și promovând în Liga III fără baraj, deoarece adversara nu a îndeplinit condițiile necesare.
Începând cu sezonul 2013-2014, clubul s-a aflat în permanent conflict cu CS Universitatea Craiova privind continuitatea față de fostul club și privind proprietatea asupra însemnelor și palmaresului acestuia, dar și în permanentă concurență pentru loialitatea bazei de fani craiovene, care s-a divizat. Conflictul a fost tranșat în instanță, după ce fiecare din cele două echipe a reușit să demonstreze că cealaltă nu este succesoarea Universității Craiova dintre 1948 și 1991. FC U Craiova 1948 beneficiază în continuare de suportul Peluzei Sud, dar CS Universitatea Craiova este susținută de Peluza Nord '97.
În sezonul 2018-2019, fostul jucător Mădălin Ciucă s-a întors drept căpitan de echipă până la retragerea sa după sezon. Din păcate, echipa nu a reușit să câștige promovarea în Liga a II-a după ce a terminat pe locul al doilea. FC U Craiova a încercat din nou să promoveze în Liga a II-a în timpul sezonului 2019–20 din Liga a III-a, după ce au fost repartizată seria a IV-a, formată din echipe din regiunea de sud-vest a României. Eugen Trică a fost numit în funcția de antrenor și echipa conducea clasamentul cu 13 puncte față de locul al doilea, cu 13 victorii, 3 egaluri și 0 înfrângeri, dar sezonul a fost întrerupt pe 9 martie 2020, după 16 etape, din cauza pandemiei de COVID-19. La 11 mai 2020, Federația Română de Fotbal a anunțat că sezonul a fost întrerupt, iar cele mai bine clasate echipe din fiecare serie (după 16 etape) au fost promovate în Liga a II-a.
Pentru 2020–21, U Craiova 1948 a adus o mulțime de întăriri precum Jérémy Huyghebaert, Andrea Compagno și reprezentantul echipelor naționale de tineret, Dragoș Albu, care mai târziu va deveni căpitanul echipei pentru a obține promovarea în primul an. U Craiova a fost mai mereu în fruntea clasamentului, dar pe parcursul sezonului au avut loc cinci schimbări manageriale. Eugen Trică va fi demis în pre-sezon în favoarea fostului antrenor Nicolò Napoli, aflat la al șaselea mandat la club. A plecat cu o victorie de mare anvergură împotriva rivalilor bucureșteni, Rapid București, urmând să fie înlocuit de Dan Vasilică, care a fost interimarul echipei până la numirea lui Ovidiu Stîngă. În cele din urmă, după rezultate slabe ale lui Stîngă, Trică s-a întors din nou. U Craiova a ajuns în play-off-ul competiției și a obținut promovarea în Liga I după o remiză împotriva lui FK Csíkszereda, iar ulterior și-a asigurat locul 1 după o victorie împotriva Rapidului. Această promovare a adus echipa din nou pe prima scenă a fotbalului românesc pentru prima dată din 2011.

## Palmares
U Craiova 1948 și Universitatea Craiova au fost și sunt în dispută privind palmaresul clubului dintre 1948 și 1991. Prima decizie a fost favorabilă lui CS U, când Curtea de Apel București a dat dreptate clubului lui Mihai Rotaru, care contesta dreptul echipei lui Mititelu de a folosi brandul „Universitatea Craiova”. Ulterior, o altă instanță a clarificat însă că CS U nu este succesoarea echipei dintre 1948 și 1991. Conflictele continuă, întrucât, după ce în 2018 societatea ce administrează echipa și-a schimbat numele în acte în U Craiova 1948 Club Sportiv, o denumire similară cu a clubului lui Mititelu, acesta din urmă a cerut în instanță ca clubul să fie obligat să adopte o altă denumire.
În prezent, CS Universitatea Craiova are acordul juridic de a folosi marca. LPF recunoaște CS Universitatea drept succesorul clubului din 1948, însă mai multe instanțe judecătorești au dat decizii diferite. De la formarea clubului în 1991, U Craiova 1948 a reușit următoarele performanțe:
- Superliga României
  - Vicecampioană (2): 1993-1994, 1994-1995

- Liga a II-a
  - Campioană (2): 2005-2006, 2020-2021

- Liga a III-a
  - Campioană (1): 2019-2020
  - Vicecampioană (1): 2018-2019

- Liga a IV-a – județul Dolj
  - Campioană (1): 2017-2018

- Cupa României
  - Câștigătoare (1): 1992-1993
  - Finalistă (3): 1993-1994, 1997-1998, 1999-2000

## FC U Craiova în cupele europene
| Cupa Campionilor Europeni 1991-1992 |          |                       |
| Turul 1                             |          |                       |
| Apollon Limassol                    | 3-0      | Universitatea Craiova |
| Universitatea Craiova               | 2-0      | Apollon Limassol      |
| Cupa UEFA 1992-1993                 |          |                       |
| Turul 1                             |          |                       |
| Sigma Olomouc                       | 1-0      | Universitatea Craiova |
| Universitatea Craiova               | 1-2      | Sigma Olomouc         |
| Cupa UEFA 1994-1995                 |          |                       |
| Turul 1                             |          |                       |
| Dinamo Tblisi                       | 2-0      | Universitatea Craiova |
| Universitatea Craiova               | 1-2      | Dinamo Tblisi         |
| Cupa UEFA 1995-1996                 |          |                       |
| Turul 1                             |          |                       |
| Universitatea Craiova               | 0-0      | Dinamo Minsk          |
| Dinamo Minsk                        | 0-0      | Universitatea Craiova |
| Dinamo Minsk                        | 3-1 pen. | Universitatea Craiova |
| Cupa UEFA 2000-2001                 |          |                       |
| Turul de Calificare                 |          |                       |
| Universitatea Craiova               | 1-1      | FK Pobeda Prilep      |
| FK Pobeda Prilep                    | 1-0      | Universitatea Craiova |

### Bilanț general
| Competiție                | Ap | M  | V | E | Î | GM | GP | DG |
| ------------------------- | -- | -- | - | - | - | -- | -- | -- |
| Cupa Campionilor Europeni | 1  | 2  | 1 | 0 | 1 | 2  | 3  | -1 |
| Cupa UEFA                 | 4  | 8  | 0 | 2 | 6 | 3  | 9  | -6 |
| Cupa UEFA Intertoto       | 1  | 4  | 3 | 0 | 1 | 7  | 3  | +4 |
| Total                     | 6  | 14 | 4 | 2 | 8 | 12 | 15 | -3 |

## Stadioane

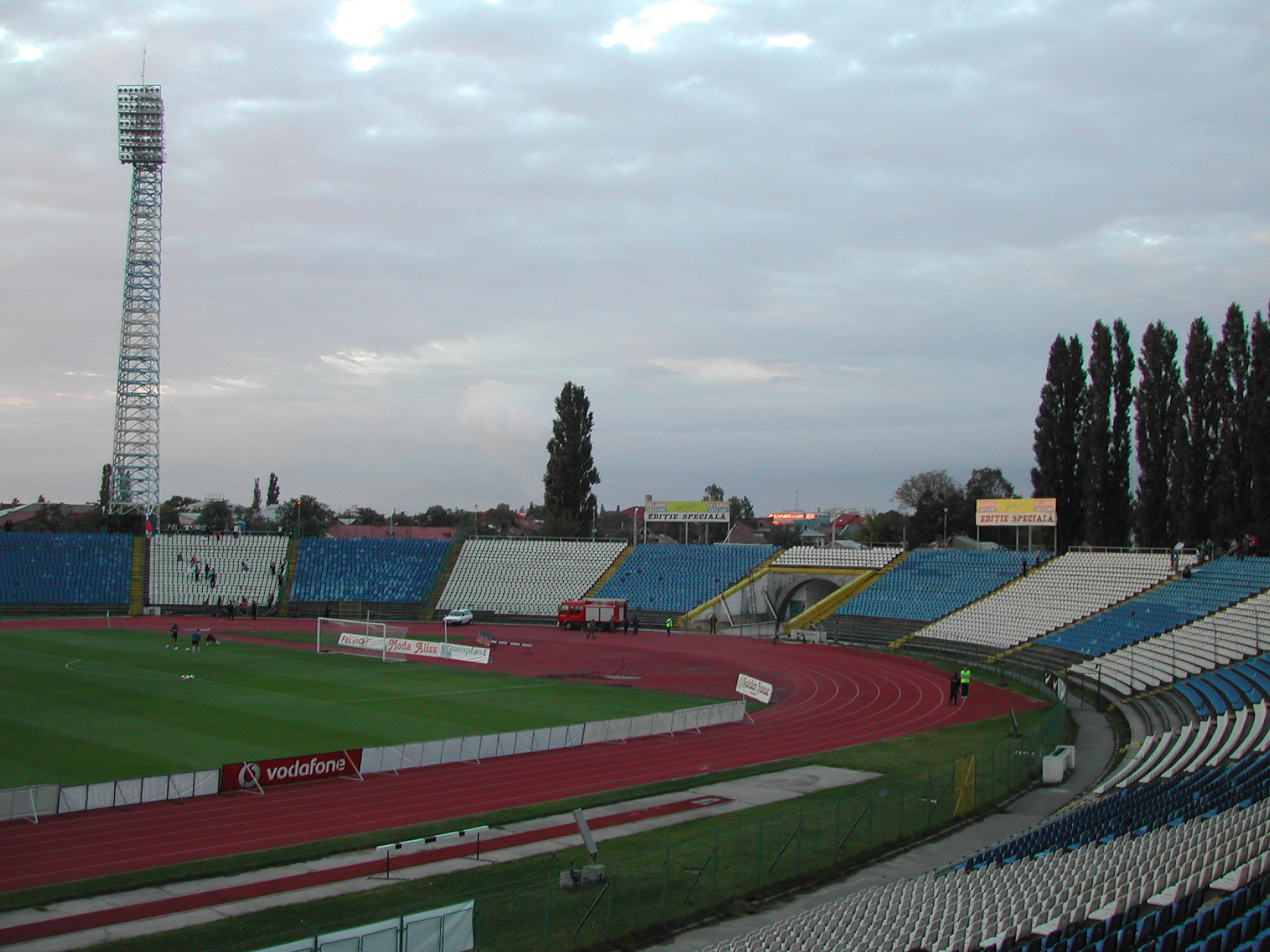
Vechiul stadion Ion Oblemenco

### Stadionul Ion Oblemenco (1967)

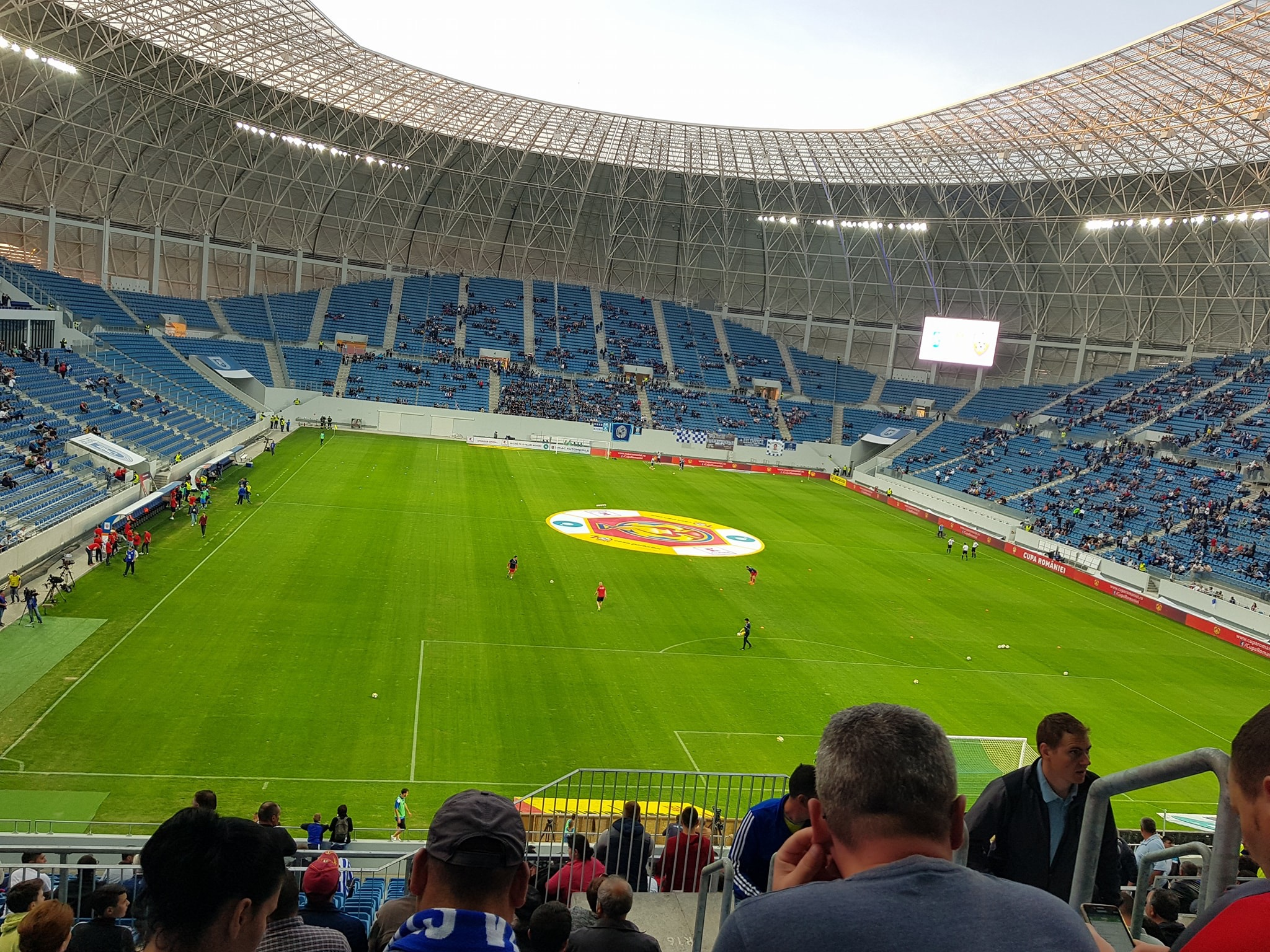
Noul stadion Complex Sportiv Craiova, vedere din interior

Stadionul Ion Oblemenco a fost un stadion polivalent din Craiova și a fost numit inițial Stadionul Central. A fost folosit mai ales pentru meciuri de fotbal și avea o capacitate de până la 25.252 de persoane înainte de a fi demolat. Stadionul a fost deschis pe 29 octombrie 1967, cu meciul dintre echipa națională de fotbal a României și echipa națională de fotbal a Poloniei, meci încheiat 2-2.
A găzduit numeroase meciuri memorabile în timpul erei Craiovei Maxima, cum ar fi sferturile de finală ale Cupei Campionilor Europeni 1981-1982 împotriva formației germane Bayern München și semifinala Cupei UEFA 1982-83 împotriva echipei portugheze Benfica. După moartea legendei Universității Craiova, Ion Oblemenco, în 1996, stadionul a fost redenumit în onoarea sa. În 2008, stadionul a suferit o renovare majoră, iar în 2015 a fost demolat în totalitate.

### Complex Sportiv Craiova
Noul Stadion Ion Oblemenco, cu o capacitate de 30.929 locuri, a fost inaugurat pe 10 noiembrie 2017 cu un meci amical între Universitatea Craiova și clubul ceh, Slavia Praga. Până în martie 2021, doar Universitatea Craiova putea evolua pe noua arenă deoarece Primăria Craiova a stabilit că stadionul poate găzdui doar meciuri de „mare importanță”, cum ar fi cele de Superliga României, Cupa României (începând cu faza șaisprezecimilor), meciurile echipei naționale și cele de cupe europene. Cum U Craiova 1948 evolua în ligile inferioare, acest lucru nu era posibil. Totuși, în decembrie 2020 a fost anunțat că stadionul poate găzdui și meciuri de Liga a II-a iar, din aprilie 2021, U Craiova 1948 își dispută meciurile de acasă pe noul stadion. Până să se mute pe stadionul din Craiova, echipa își disputa meciurile de acasă pe Stadionul Municipal (Drobeta-Turnu Severin). Din august 2021, denumirea oficială a stadionului a devenit Stadion de Fotbal pentru municipiul Craiova. În septembrie 2021, CS Universitatea Craiova (2013) a obținut acordul unic de a folosi numele de „Stadionul Ion Oblemenco” pentru meciurile sale de acasă, astfel că FC U Craiova 1948 folosește denumirea de „Complex Sportiv Craiova” pentru stadion la meciurile de acasă.

## Suporteri
Există mai multe grupuri de galerii, dar în 2013 s-a produs o împărțire majoră între fani din cauza incertitudinii cu privire la identitățile celor două cluburi, U Craiova 1948 și CS Universitatea Craiova (2013), care revendică palmaresul fostei Universități Craiova. Sezione Ultra '2000 și Utopia de la Peluza Nord au ales să susțină CS U Craiova, în timp ce Praetoria și Ultras 2004 de la Peluza Sud 97 au ales FC U Craiova. Mai târziu, în 2017, Ultras Craiova 2004 a părăsit FC U și a decis să rămână neutră. În martie 2018, suporterii lui FC Universitatea 1948 care au participat la un meci amical între România și Suedia pe Stadionul Ion Oblemenco l-au huiduit pe jucătorul echipei CS U Craiova, Alexandru Mitriță, după ce a fost înlocuit.

### Rivalități
Principala rivalitate a fanilor lui FC U Craiova este cea cu concitadinii de la CS U Craiova. Celălalt rival al clubului este Dinamo București, rivalitatea amplificându-se în 2002 și 2005 când Dinamo a transferat un grup important de jucători din Craiova. O altă rivalitate este cea cu Steaua București.

## Lot actual
La 18 august 2025.
| Nr. |                           | Poziție | Jucător                |
| --- | ------------------------- | ------- | ---------------------- |
|     | România                   | F       | Andrei Dragu⁠(d)        |
|     | România                   | M       | Vlad Pop⁠(d)            |
|     | Italia                    | F       | Amine Ghazoini⁠(d)      |
|     | România                   | P       | Sorin Mogoșanu⁠(d)      |
|     | România                   | M       | Alexandru Raicea       |
|     | România                   | M       | Tudor Oltean⁠(d)        |
|     | România                   | M       | Ionuț Marius Zanfir⁠(d) |
|     | Lituania                  | F       | Rokas Lekiatas⁠(d)      |
|     | Nigeria                   | A       | Jibril Ibrahimi⁠(d)     |
|     | România                   | P       | Codruț Sandu⁠(d)        |
|     | Republica Democrată Congo | F       | Nestorly Lumbu⁠(d)      |

| Nr. |                        | Poziție | Jucător              |
| --- | ---------------------- | ------- | -------------------- |
|     | Ghana                  | M       | Moses Abbey⁠(d)       |
|     | Senegal                | F       | Modou Diagne⁠(d)      |
|     | România                | M       | Mihai Răduț          |
|     | România                | F       | Andrea Padula⁠(d)     |
|     | Regatul Țărilor de Jos | A       | Stijn Meijer⁠(d)      |
|     | Bosnia și Herțegovina  | F       | Amar Kvakić⁠(d)       |
|     | Belgia                 | A       | Sekou Sidibe⁠(d)      |
|     | România                | A       | Claudiu Bălan        |
|     | România                | M       | Vlad Achim           |
|     | România                | M       | Darius Ghindovean⁠(d) |

### Jucători împrumutați
| Nr. |         | Poziție | Jucător                      |
| --- | ------- | ------- | ---------------------------- |
|     | România |         | Robert Popa⁠(d) (la UTA Arad) |

| Nr. |         | Poziție | Jucător                                         |
| --- | ------- | ------- | ----------------------------------------------- |
|     | România |         | Vladislav Blănuță⁠(d) (la FC Universitatea Cluj) |
|     | România |         | Constantin Dragoș Albu⁠(d) (la Gloria Buzău)     |